# فرانک اولریش
فرانک اولریش (انگلیسی: Frank Ullrich؛ زادهٔ ۲۴ ژانویهٔ ۱۹۵۸) ورزشکار دوگانه اهل آلمان بود.